# Raïon de la Bystraïa
Le raïon de la Bystraïa (en russe : Быстри́нский райо́н, Bystrinski raïon) est l'une des onze subdivisions administratives du kraï du Kamtchatka, à l'est de la Russie. Son centre administratif est le village d'Esso. Son nom vient de la rivière Bystraïa (ru).

## Géographie
Le raïon est situé au centre de la péninsule du Kamtchatka. Il couvre une superficie de 23 377 km2.

## Politique et administration

### Statut
Le raïon est un des onze raïons du kraï du Kamtchatka, dans le district fédéral extrême-oriental. Il est un raïon municipal, et comporte ainsi plusieurs municipalités à l'intérieur de lui.

### Tendances politiques
| Scrutin             | 1er tour | 1er tour | 1er tour | 1er tour | 1er tour | 1er tour | 1er tour | 1er tour | 1er tour | 1er tour | 1er tour | 1er tour | 2d tour                  | 2d tour                  | 2d tour                  | 2d tour                  | 2d tour                  | 2d tour                  | 2d tour                  | 2d tour                  | 2d tour                  | 2d tour                  |
| Scrutin             | 1er      | 1er      | %        | 2e       | 2e       | %        | 3e       | 3e       | %        | 4e       | 4e       | %        | 1er                      | 1er                      | %                        | 2e                       | 2e                       | %                        | 3e                       | %                        | 4e                       | %                        |
| ------------------- | -------- | -------- | -------- | -------- | -------- | -------- | -------- | -------- | -------- | -------- | -------- | -------- | ------------------------ | ------------------------ | ------------------------ | ------------------------ | ------------------------ | ------------------------ | ------------------------ | ------------------------ | ------------------------ | ------------------------ |
| Présidentielle 2012 |          | ER       | 65,52    |          | KPRF     | 11,52    |          | LDPR     | 11,3     |          | SE       | 7,16     | Victoire au premier tour | Victoire au premier tour | Victoire au premier tour | Victoire au premier tour | Victoire au premier tour | Victoire au premier tour | Victoire au premier tour | Victoire au premier tour | Victoire au premier tour | Victoire au premier tour |
| Présidentielle 2018 |          | ER       | 73,34    |          | LDPR     | 11,73    |          | KPRF     | 10,61    |          | GRANI    | 1,40     | Victoire au premier tour | Victoire au premier tour | Victoire au premier tour | Victoire au premier tour | Victoire au premier tour | Victoire au premier tour | Victoire au premier tour | Victoire au premier tour | Victoire au premier tour | Victoire au premier tour |

## Population
La population est en recul constant depuis 25 ans, elle était de 2 560 (2010); 2 660 (2002) 2 947 (1989). Le village d'Esso regroupe 78,6 % de la population totale du district.
| Liste des localités | Liste des localités | Liste des localités | Liste des localités | Liste des localités | Liste des localités |
| N°                  | Localité            | Statut              | Fondation           | Population 2010     | Population 2021     |
| ------------------- | ------------------- | ------------------- | ------------------- | ------------------- | ------------------- |
| 1                   | Anavgaï             | village             | 24 décembre 1934    | 546                 | 506                 |
| 2                   | Esso                | village             | 20 octobre 1932     | 2012                | 1996                |